# خالد الطمار
خالد مرزوق مفرح الطمار العميرة (1980 -)، نائب في مجلس الأمة الكويتي.

## السيرة البرلمانية
شارك خالد العميرة في انتخابات مجلس الأمة الكويتي 2022 وحصل على المركز العاشر في الدائرة الأولى برصيد 2,228 صوت وفاز بالانتخابات، وهو حاصل على درجة بكالوريوس العلوم الأمنية وعمل ضابطًا في وزارة الداخلية وتدرج بالسلم الوظيفي بداية من رئيس قسم السكرتارية عام 2006، حتى تعيينه رئيس قسم الاستقبال بالإدارة العامة لمكتب وكيل وزارة الداخلية، ومن ثم مساعد مدير الشؤون المالية والإدارية بالإدارة العامة لمكتب وكيل وزارة الداخلية، مرورًا بمدير الخدمات المالية والإدارية، حتى وصل إلى منصب مدير إدارة السجل العام بالإدارة العامة لمكتب وكيل وزارة الداخلية.
```
شارك خالد الطمار العميرة في انتخابات مجلس الامة الكويتي 2023 وحصل على المركز الرابع في الدائرة الانتخابية الأولى برصيد 3575 صوت وفاز بالانتخابات.
[
2
]
```